# 카이로 국제 도서전

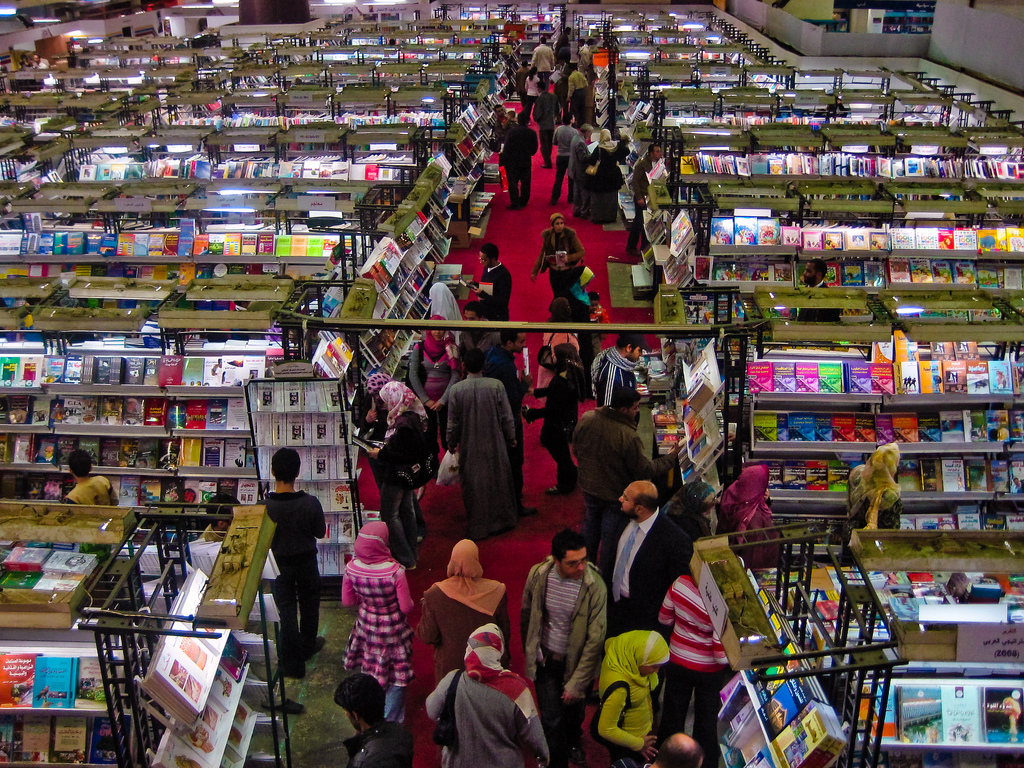
2009년 2월 3일, 카이로 국제 도서전에서 군중들이 수많은 책들을 구경하고 있다.

카이로 국제 도서전은 권위적인 도서전으로, 매년 1월의 마지막 주에 이집트 카이로의 아즈하르 대학교 근처, 카이로 국제 전시장에서 개최되고 있다.

## 규모
카이로 국제 도서전은 세계에서 가장 큰 도서전 중 하나로, 세계에서 해마다 몇 백명의 판매원들을 뽑고 대략 2백만명의 관광객을 유치하고 있다. 이 규모는 아랍 세계에서 가장 큰 도서전인데, 또한 가장 오래되기도 하였다. 2006년에는 프랑크푸르트 도서전에 이어 세계에서 2번째로 규모가 큰 도서전이 되었다.
카이로 국제 도서전은 또한 도서전에 출품한 아랍어로 된 도서들 중 60% 정도가 전 세계적으로 출판되었고 아랍 세계에서 가장 큰 출판사인 이집트 도서 단체는 도서전을 후원하고 있다. 카이로 국제 도서전은 전 세계의 개인 출판사나 정부기관에서 보낸 사람들이나 부스로 채워지는데, 심지어는 책, 비디오, 미디어 등의 소매 상인들도 있다. 강의, 독서 행사나 다른 행사들도 도서전이 진행되는 동안인 3주정도 열리는데, 카이로 국제 도서전 측은 아랍어와 영어, 그리고 기타 몇 언어로 행사를 준비한다. 도서전은 평범한 생활을 하고 있는 이집트인들을 끌어들이기 위해 최근 화제에 관한 미디어나 야외 행사, 또 많은 방문객들을 만족시키기 위해 폭죽놀이도 준비한다.
카이로 국제 도서전은 출판사들과 소매상인들의 정부 단체인 이집트 도서 위원회가 주최하는데, 1969년에 카이로의 정도(定都) 1000주년을 맞아 최초로 개최했다가 큰 성공을 거둔 뒤로 2009년 1월부터 2월에 걸쳐 개최된 41회 도서전까지 꾸준히 열려왔다.

## 논란
카이로 국제 도서전은 최근 몇년동안 공격적인 좌파나 무슬림 작가들, 정부를 비판하는 작품들, 그리고 성적이거나 논란을 일으키는 작품의 도서전에서의 발표나 출품을 막아놓아 비난에 휩싸였다. 2000년에 열린 도서전에서는 이슬람교도들이 주최측에서 공격적으로 보이는 책들의 발표를 막은 것에 대해 항의를 하였다. 그 해에는 2000명이 넘는 무슬림 학생들의 단체가 아즈하르 대학교 밖에서 시위를 하기도 하였는데, 이례적으로 폭력 사태로 이어져 75명이 체포되었고, 많은 사람들이 부상을 입었다. 이 학생들은 이집트 문화부에서 하이다르 하이다르가 지은 A Banquet for Seaweed이란 1983년도 소설의 복사본을 판매해서 이에 반발하여 시위를 하던 중이였다. 이 시위 이후로 두 명의 정부 인쇄소 임원들이 "종교 모독죄"와 "공공도덕에 대한 적대행위"로 붙잡혔다.
그 후 몇 년동안 외국의 출판사들의 많은 도서들의 발표가 정부의 지시로 인해 제지를 받았다. 제지받은 도서들로는 체코의 소설가 밀란 쿤데라, 모나코의 무함마드 슈크리, 사우디 아라비아의 이브라함 바비, 레바논의 하난 알셰이크와 엘리아스 꼬우리등이 집필한 책들이 포함되어있다. 2005년, 이집트의 경찰은 도서전에서 도서들을 팔거나 활동하고 있는 두 이집트인들을 체포했는데, 그 이유는 "정부에 반대하는 거짓 선전 유포"와 또 하나는 "명백한 사회주의 작품"이라는 것이었다.